# Laboulbeniales
De Laboulbeniales vormen een orde van schimmels uit de subklasse Laboulbeniomycetidae.
Tot deze orde behoren schimmels die leven als parasieten op insecten, voornamelijk op kevers, maar ook op bijvoorbeeld vliegen en duizendpoten. Er werden tot nog toe meer dan 2.000 soorten beschreven in 140 geslachten. Ze komen uitsluitend voor op de buitenzijde van hun gastheer. Deze schimmels hebben meestal een lengte van tussen de 0,15 en 1 millimeter waardoor ze met het blote oog (bijna) niet te zien zijn. Ondanks de parasitaire levenswijze berokkenen Laboulbeniales weinig schade.

## Historiek
De allereerste observaties van Laboulbeniales gebeurden al in de jaren 1840. De systematische studie van de Laboulbeniales begon met Roland Thaxter, die een uitgebreide monografie publiceerde (1890 tot 1931). Thaxter beschreef zo’n 1.260 soorten.

## Taxonomie
De taxonomische indeling van de Laboulbeniales is als volgt:
Orde: Laboulbeniales
- Familie: Ceratomycetaceae
- Familie: Euceratomycetaceae
- Familie: Laboulbeniaceae

En de volgende geslachten die nog niet in een familie zijn geplaatst:
- Rodaucea